# Bagad ar Meilhoù Glaz
Le Bagad ar Meilhoù Glaz (Moulin-Vert) est un ensemble traditionnel de musique bretonne créé en 1951 à Quimper. Il est en août 1991 champion de Bretagne de 2e catégorie et évolue en 1re catégorie depuis 1995.

## Historique

### Création et débuts

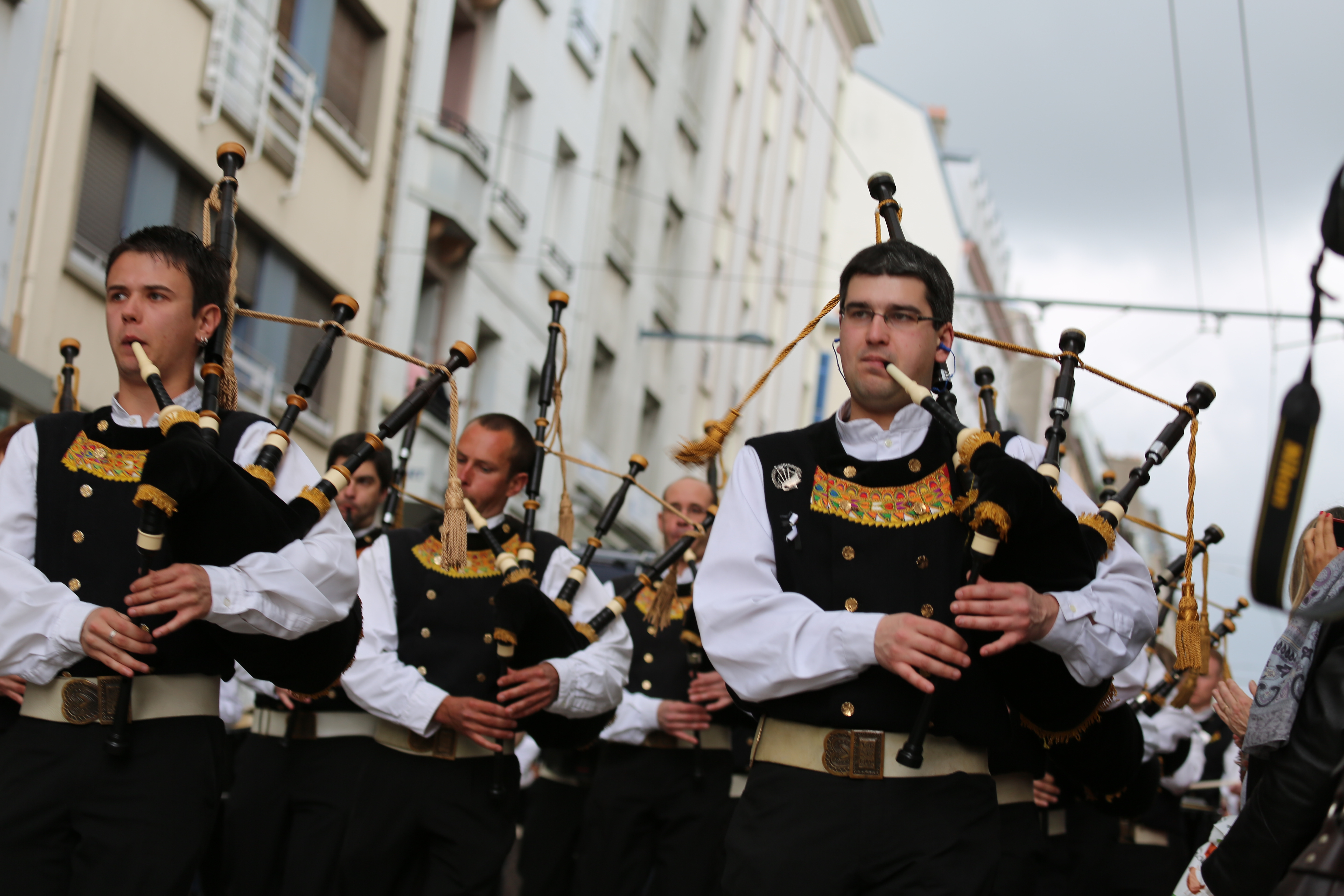
Défilé des sonneurs du bagad à Brest en 2012.

La ville de Quimper voit à partir de la fin des années 1940 la création de plusieurs groupes de sonneurs de musique bretonne, favorisé par le renouveau en 1948 du festival de Cornouaille, et par la création récente des bagadoù par Polig Monjarret. La Kevrenn C’hlazig, ancêtre du Bagad Kemper, voit le jour en 1949 et, toujours dans la même ville, le Bagad Ergué-Armel est lui créé en 1954. En juin 1949, lors d'un feu de la Saint-Jean, Léon Goraguer, futur maire de Penhars puis de Quimper et alors directeur de l'école de garçons du quartier du moulin vert décide avec Jos Cadiou et Pierre Pulvé de créer un groupe similaire dans son école.
Dès la rentrée suivante, une vingtaine de garçon, âgés pour les plus vieux d'une douzaine d'années, intègrent l'ensemble dont Pierre Pulvé prend la direction musicale. Aidés de quelques sonneurs du Bagad Kemper, le groupe se présente pour la première fois à un concours le 11 mai 1952 et prend au début le nom de Ar Vilin Gwer avant de passer à celui de Ar Meilhoù Glaz, du nom des moulins qui le long de la Steïr broyaient des pigments de teinture pour les faïenceries de la ville. Il s'agit alors de l'un des tout premiers bagadoù scolaires formé en Bretagne.
Cinq ans après sa création, les filles sont autorisées à rejoindre le groupe, et porte elles aussi le kabig bleu à pompon vert qui est alors le costume de l'ensemble. La formation enregistre à la même époque une série de cinq 45 tours parus chez Mouez Breiz, et continue de grandir jusqu'à compter 60 membres en 1971,. Dans les années 1970, les 2/3 de l'effectif est alors féminin, proportion exceptionnelle pour l'époque.

### Ouverture et début en concours
Le bagad connait une mutation au début des années 1980 lorsque le penn-soner du groupe Pierre Pulvé laisse sa place à Yves Salvy. Grâce à des cours d'instrument donnés par des formateur de la BAS 29, l'ensemble s'oriente d'un groupe composé de scolaires vers une formation composée d'adolescents et de jeunes adultes. L'instruction du solfège devient obligatoire, ce qui fait renoncer près de la moitié du groupe de l'époque.
L'ensemble se présente pour la première fois au championnat national des bagadoù en 1982 lors d'une épreuve en 4e catégorie à Fouesnant, puis progresse rapidement les années suivantes. L'accession en 3e catégorie est faite en 1983, celle en seconde catégorie en 1989, et enfin celle en première catégorie est effective en 1995. Il participe aussi à la même époque aux trophées de bombardes et percussions Roñsed-Mor, qu'il remporte en 1994, 1995, et 1996.
À la même époque, comptant alors 90 membres, le groupe créé son ensemble école, ou bagadig, en 1995. Ses musiciens commencent à participer à des projets artistiques d'autres groupes : il se produit alors en concert avec le groupe finistérien Kurun, et plusieurs sonneurs participent à l'enregistrement du disque Lip Ar Maout du Bagad Kemper. Il sort son propre disque Spered Fest en 1996.

### Installation dans l'élite
En 1997 il obtient le 1er prix "Terroir" du Léon et en 2000 le Premier prix "Terroir" Vannetais. En 2001, il fête en ses 50 ans au Pavillon à Quimper pendant deux soirées (concert et fest noz). "Steir'tijenn" est le deuxième album du bagad, prolongement contemporain d'un demi-siècle d'histoire. Steir'tijenn témoigne de la vitalité et de l'évolution du groupe. Il met aussi en évidence sa recherche constante d'une musique vivante, dansante, multicolore dans le respect de la tradition. En 2012, le bagad du Moulin Vert réalise un résultat historique en se hissant à la 5eplace du Championnat national des bagadoù de 1re catégorie.
Le 18 juin 2011, il fête ses 60 ans avec des concours sur la plaine du Moulin Vert et une soirée fest-noz au Pavillon. Pour l'occasion, il lance la première édition des trophées "Priz Steir'eo", concours et animations champêtres sur la plaine du Moulin Vert à Quimper.

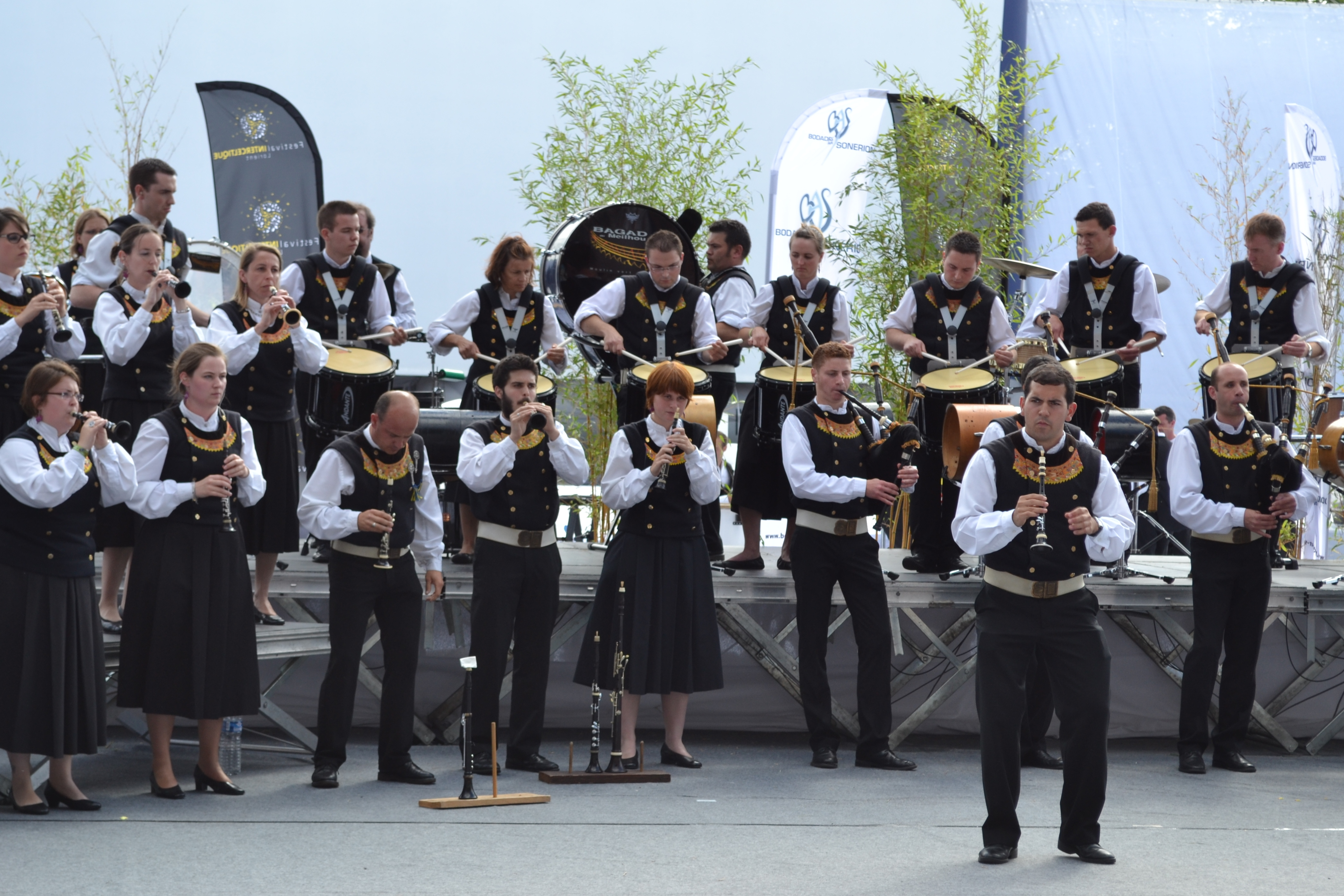
Le bagad remporte au championnat de 2012 sa meilleure place en première catégorie, 5e.

Avec une 5e place, le groupe enregistre sa meilleure performance lors du championnat national des bagadoù 2012.
Mars 2013, le bagad du Moulin Vert et les Eostiged ar Stangala sont invités par l'association BZH New York à participer à la grande parade de la Saint-Patrick sur la Cinquième Avenue de New York, un événement suivi par plus de deux millions de spectateurs et téléspectateurs.

## Fonctionnement

### L'association
Liste des présidents :
- 1984-2005 : Youenn Salvy[8]
- Depuis 2005 : Yann Artur[8]

L'association qui gère le bagad compte en 2012 quelque 90 membres.

### Le groupe principal
Liste des penn soner :
- 1951-1980 : Pierre Pulvé[5]
- 1980-1987 : Yves Salvy[5]
- 1987-2003 : Stéphane Riou[5],[10]
- 2003-2010 :  Julien Tymen[10]
- 2010-2012 : Fabien Lalaizon[10],[11]
- Depuis 2012 : Goulven Hénaff[11]

Le bagad du Moulin-Vert est un orchestre traditionnel breton composé de trois pupitres : les cornemuses, les bombardes et le pupitre caisses-claires/percussions.
Le bagad interprète des airs traditionnels bretons : gwerzioù, sonioù, airs à marcher et de nombreux airs à danser dont il s'est fait sa spécialité. Tous les ans, à l'occasion du Championnat national des bagadoù de 1re catégorie, les musiciens créent deux suites de musique bretonne d'une vingtaine de minutes comportant des arrangements d'airs traditionnels et des compositions d'inspiration bretonne.
Il se produit dans les grands festivals nationaux (Francofolies de La Rochelle, Les Vieilles Charrues, Cornouaille, FIL, Nuits interceltiques de Rennes, Charleville-Mézières, Puy-en-Velay) et à l'étranger (Festival Celtica, Genève, Porto, Düsseldorf, Dudelange...).

### Les autres ensembles et la formation
Un bagadig, ou bagad école, est créé par l'ensemble en 1995 afin d'assurer la formation musicale de ses nouveaux membres. Il compte en 2012 entre 25 et 30 jeunes. Celui-ci évolue en 2013 en 5e catégorie du championnat national des bagadoù, et fonctionne régulièrement avec des élèves venant d'autres groupes de la région comme ceux de Brieg ou Ergué-Armel

## Productions

### Discographie
- 2016 : Steir eo (Coop Breizh)
- 2002 : Steir'tijenn (Editions Pluriel/Coop Breizh)
- 1996 : Spered fest (Editions Pluriel/Sony Music)[14]
- 5 EP : Pentrez-Kadoudal-Ploneis, Noyal ar Galv, Eun den Yaouank Studiet, Marché du Moulin Vert, Danika (Mouez-Breiz)

### Compilations

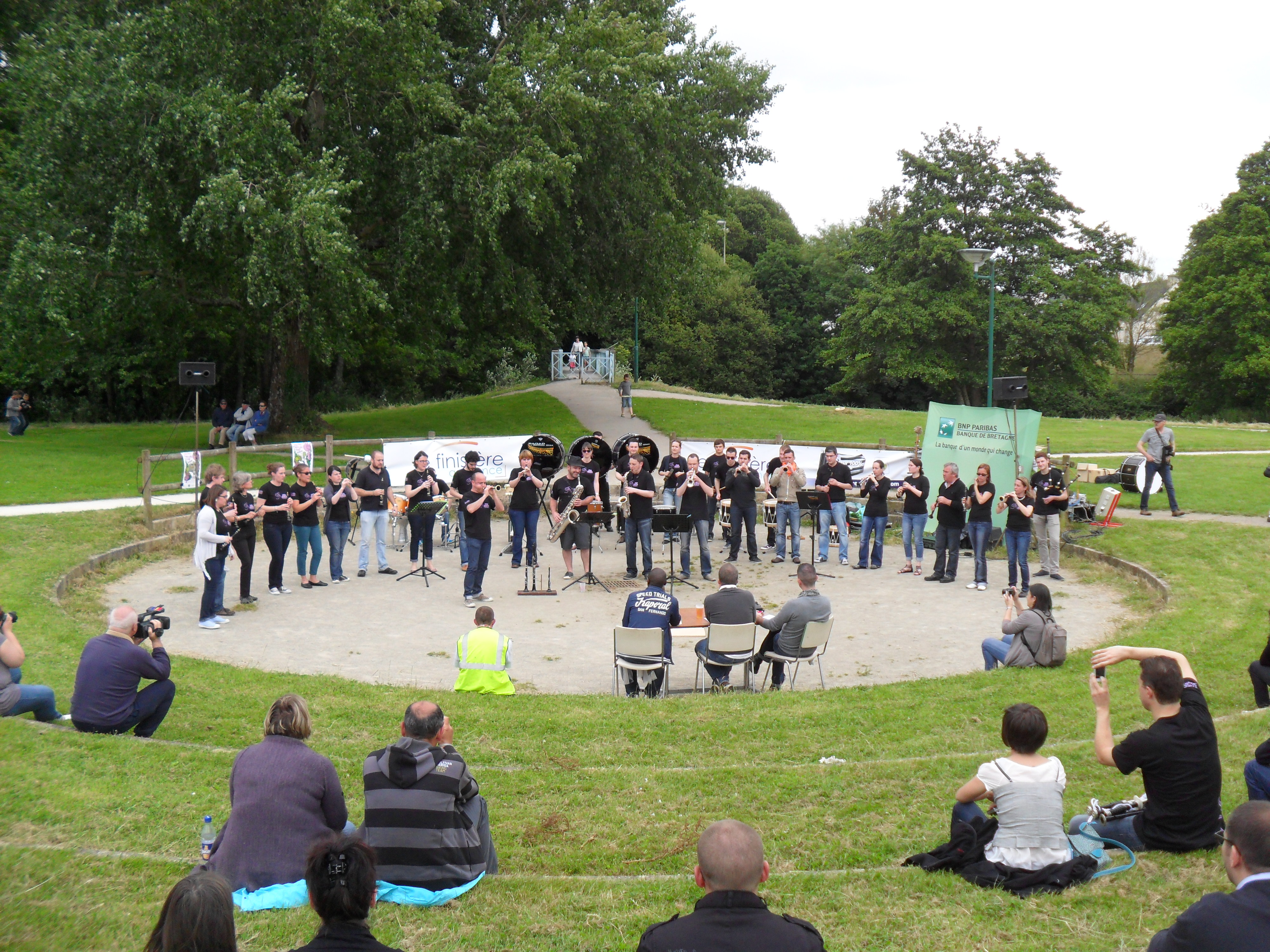
Concours à la Fête de la Saint-Jean à Quimper en 2013

- 2012 : Sonerien Du - Live'niversaire (album) (Coop Breizh)

Titres : 10. Reder Noz III, 11. Roc'h ar Salud, 12. Alinoë, 13. Ruz pa guz, 14. Toute la nuit, les chats sont gris, 15. L'Artilleur, 16. Kanomp ha Roulomp Atao 
- 1999 : La Légende des Cornouailles (Arcade Music Company)

Titre : Gwerz Bro Rouzig
- 1997  Sonneurs et bagadoù de Bretagne (Sony Music)

Titres : Dérobée de Guingamp, Gwerz bro Rouzig, Tons simples et bals à huit, An Dro, Scottishes, Hanter Dro + Dans Klam + Kas Abarh
- 1997 : Horizons Celtiques (Sony Music)

Titre : Kas Abarh, Hanter Dro et Dans Klam 
- 1996 : Celtic Brittany (Société Pluriel International)

Titre : Dérobée de Guingamp

### Collaborations
Le bagad accompagne régulièrement des artistes. En 2001, la création L'odyssée du moulin lui permet de renouveler sur scène des échanges avec des artistes croisés au fil de leur longue route (Didier Squiban, Erwan Ropars, Jean-Louis Le Vallégant - Patrick Lefebvre, Yann Cariou, Yvon Etienne...).
Il s'est produit au festival de Cornouaille aux côtés de Didier Squiban en 1999, Aziliz Manrow en 2019...

## Sources